# Julio César La Cruz
Julio César La Cruz Peraza (* 11. August 1989 in Camagüey) ist ein kubanischer Boxer. Er ist zweifacher Olympiasieger (2016, 2020) und fünffacher Weltmeister (2011, 2013, 2015, 2017, 2021).

## Werdegang

### Nationale Meisterschaften
Julio César La Cruz  stammt aus Camagüey und ist ein ausgezeichneter Stilist mit viel Mut und Risikobereitschaft. Im Jahre 2007 boxte er sich im Halbschwergewicht in die kubanische Elite hinein. Er bewies dies nachdrücklich bei der Mannschaftsmeisterschaft der kubanischen Leistungszentren im Oktober 2007, wo er für Camagüey startete und mit Lisael Herrera, Isael Secadas, Yordanis Despaigne, Adrian Gonzalez und Erislandy Savón, fast die gesamte kubanische Spitze in der Halbschwergewichtsklasse besiegte und mit der Mannschaft den zweiten Platz erreichte.
Er setzte seine Siegesserie dann bei der kubanischen Meisterschaft 2008 fort, wo er Yoandri Marco, Yurixander Aguilar, Yunier Dorticos und Yordanis Despaigne besiegte und kubanischer Meister im Halbschwergewicht wurde. Bei den kubanischen Meisterschaften 2009 schied er gegen Julio Iglesias mit einer Bronzemedaille im Halbfinale aus, gewann gegen diesen jedoch bei den kubanischen Mannschaftsmeisterschaften, sowie ebenfalls gegen Alain Herrera, Jose Chapotin und Reinier Castillo. Gegen Yaikel Kindelán erlitt er die einzige Niederlage, trotzdem wurde sein Team Camagüey Mannschaftsmeister.
2010 wurde er wieder kubanischer Meister mit einem Finalsieg gegen Georky Barrientos und schlug diesmal Yaikel Kindelán im Halbfinale mit 10:0. Bei den Mannschaftsmeisterschaften erreichte er mit Camagüey den zweiten Platz und gewann all seine drei Kämpfe, darunter erneut gegen Yaikel Kindelán (11:2). Darüber hinaus siegte er bei der Cuban National Challenge im Finale gegen José Larduet und gewann auch die Cuban Olympiad mit Siegen gegen Irosvany Duvergel, Georky Barrientos und Yaikel Kindelán.
2011 wurde er wieder kubanischer Meister und gewann mit seinem Team auch die Mannschaftswertung. Den Gewinn der kubanischen Meisterschaft im Halbschwergewicht wiederholte er noch in den folgenden fünf Jahren von 2012 bis 2016, ehe er 2017 erstmals die kubanischen Meisterschaften im Schwergewicht gewann.

### Kontinentale Meisterschaften
Bei seinen ersten Panamerikameisterschaften 2010 in Ecuador zog er gegen Elmer Salguero und Francisco Ortega ins Finale ein, wo er mit 9:10 gegen Ítalo Perea unterlag. 2011 gewann er dann die Goldmedaille bei den Panamerikaspielen in Mexiko durch Siege gegen Jeffrey Spencer, Carlos Góngora und Yamaguchi Falcão. Durch einen Finalsieg gegen Juan Carrillo gewann er zudem die Qualifikation für die ebenfalls in Mexiko ausgetragenen Zentralamerika- und Karibikspiele 2014, die er durch einen erneuten Finalsieg gegen Juan Carrillo gewann.
Bei den Panamerikaspielen 2015 in Kanada wiederholte er den Gewinn der Goldmedaille durch siegreiche Kämpfe gegen Carlos Mina, Juan Carrillo und Albert Ramírez. Die Panamerikameisterschaften 2015 in Venezuela beendete er hingegen nach einer Finalniederlage gegen Albert Ramírez mit der Silbermedaille. Die Panamerikameisterschaften 2017 in Honduras gewann er hingegen wieder gegen Ian Darby, Jeysson Monroy und Carlos Mina.
2018 gewann er die Qualifikation für die Zentralamerika- und Karibikspiele. Er hatte sich dabei gegen Luis Gorger, Osmán Bravo und Rogelio Romero durchgesetzt. Bei den Spielen selbst gewann er die Goldmedaille durch einen Finalsieg gegen Rogelio Romero. Eine weitere Goldmedaille gewann er bei den Panamerikaspielen 2019 in Peru.

### Weltmeisterschaften
Bei seinen ersten Weltmeisterschaften im Jahr 2011 in Baku gewann er bereits den Weltmeistertitel durch siegreiche Duelle gegen Michail Dauhaljawez, Caner Soyak, Enrico Kölling, Damien Hooper, Jegor Mechonzew und Ädilbek Nijasymbetow. 2013 in Almaty wiederholte er diesen Erfolg durch Siege gegen Serge Michel, Olexandr Ganzulya, Abdelhafid Benchabla, Joe Ward und erneut Ädilbek Nijasymbetow.
2015 in Doha setzte er sich im Finalkampf erneut gegen Joe Ward durch und gewann seinen dritten Weltmeistertitel in Folge. Im Halbfinale hatte er Pawel Siljagin, im Viertelfinale Hrvoje Sep und im Achtelfinale Joshua Buatsi bezwungen. 2017 in Hamburg schlug er auf dem Weg zu seinem vierten Weltmeistertitel Rogelio Romero, Ibragim Basuew, Carlos Mina und Joe Ward. Er erreichte damit den zweiten Platz der erfolgreichsten WM-Teilnehmer aller Zeiten, den er sich mit Juan Hernández teilt. Auf Platz 1 liegt ihr Landsmann Félix Savón mit sechs Goldmedaillen.
2021 in Belgrad gewann er erneut die Goldmedaille, diesmal im Schwergewicht. Er bezwang dabei im Finalkampf Aziz Mouhiidine.

### Olympische Spiele
2008 scheiterte er bei der amerikanischen Qualifikation durch zwei Niederlagen gegen Eleider Álvarez und Christopher Downs.
Durch seinen Titelgewinn bei der WM 2011 hatte er sich für die Olympischen Spiele 2012 in London qualifiziert. Dort besiegte er Ihab Darweesh, schied aber dann mit 15:18 gegen Yamaguchi Falcão aus.
Durch seinen WM-Titelgewinn 2015 war er zudem für die Olympischen Spiele 2016 in Rio de Janeiro qualifiziert. Dort konnte er Mehmet Ünal, Michel Borges, Mathieu Bauderlique und Ädilbek Nijasymbetow besiegen, womit er Olympiasieger wurde.
Aufgrund seiner Ranglistenplatzierung war er auch für die Olympischen Spiele 2020 in Tokio qualifiziert, wo er den Gewinn einer Goldmedaille wiederholen konnte. Er besiegte dabei Elly Ochola, Emmanuel Reyes, Abner Teixeira und Muslim Gadschimagomedow.
Nach dem Gewinn der Panamerikaspiele 2023 war er auch für die Olympischen Spiele 2024 in Paris qualifiziert, wo er bereits in der Vorrunde gegen Loren Alfonso ausschied.

### World Series of Boxing
In der World Series of Boxing (WSB) ist Julio César La Cruz Teamkapitän der kubanischen Mannschaft „Cuba Domadores“, mit der er bereits in der ersten Saison ihrer Teilnahme 2013/14 den Meistertitel gewinnen konnte. Er gewann dabei sechs von sieben Kämpfen und wurde im Finale zum Boxer of the Match gewählt. Zu den besiegten Gegnern zählten Hrvoje Sep, Teymur Məmmədov und Michail Dauhaljawez, seine einzige Niederlage erlitt er gegen Nikita Iwanow.
In der zweiten Saison 2014/15 erreichte Kuba erneut das Finale, schied jedoch diesmal gegen „Astana Arlans“ aus. Julio César La Cruz hatte acht von neun Kämpfen gewonnen, darunter gegen Peter Müllenberg, Oleksandr Chyschnjak und Carlos Mina. Seine Niederlage erlitt er in einer weiteren Begegnung gegen Mina.
2015/16 gewann Kuba erneut den Titel, wobei Julio César La Cruz all seine fünf Kämpfe gewann. In der Saison 2017 gewann er vier von fünf Kämpfen, wobei seine einzige Niederlage gegen Albert Ramírez zustande kam. Einen seiner Siege erzielte er gegen Bektemir Meliqoʻziyev. Im Finale schied Kuba jedoch wiederum gegen Astana Arlans aus.